# 垧
垧，旧时中国计算土地面积的单位，比亩大。现在中国北方农村仍有很多地方在口头用垧作为土地面积单位，在西北地区一垧相当于三亩或五亩，东北地区一垧相当于十亩或十五亩。